# Iltifatganj Bazar
Iltifatganj Bazar è una suddivisione dell'India, classificata come nagar panchayat, di 11.339 abitanti, situata nel distretto di Ambedkar Nagar, nello stato federato dell'Uttar Pradesh. 